# ナンコクスーパー
株式会社ナンコクスーパーは、高知県で店舗展開している日本のスーパーマーケット。本社所在地は南国市駅前町一丁目4番34号。

## 概要
- 1963年（昭和38年）に設立。この頃、後のライバルとなるサニーマートやサンシャインも設立され、やがて高知県内でしのぎを削ることになる。
- 1990年代後半以降、高速道路網の発展などもあり県外企業との競合が激化。これに伴い県内の地場スーパーも再編が進み、2001年（平成13年）には同業のハイパープラザを完全子会社化。

## 沿革
- 1962年（昭和37年）2月 - 長浜スーパーマーケット開店[1]。
- 1963年（昭和38年）7月 - 会社設立[1]。
- 2001年（平成13年）9月5日 - 同業のハイパープラザの株式の55％を取得し、傘下に入れる[2][3][4]。
- 2021年（令和3年）7月1日 - 株式会社長浜スーパーマーケットを合併。

## 店舗
現在、高知市4店舗、南国市1店舗の計5店舗を展開。うち、高須店と大津店が元ハイパープラザの店舗。

### 過去に存在した店舗
- 城南店 - 高知市竹島町158-1[1]、1995年12月15日開店[1]、売場面積730㎡[1]。
- 中町店 - 南国市後免町1-8-26[1]、1963年7月5日開店[1]、売場面積610㎡[1]。
- ヒノデ店 - 高知市宝永町119[1]、1992年3月1日開店[1]、売場面積396㎡[1]。
- みさと店 - 高知市仁井田4224-1SC三里内[1]、売場面積495㎡[1]。

## 特徴
- 関西スーパーマーケットなどとともにオール日本スーパーマーケット協会に加入。
- 高知県内のスーパーで初めてEdyを導入[5]。現在では全店舗で利用可能。
- かつてはレシートの文字が青字で書かれていた。